# Pol Bamelis
Pol Bamelis (Kortrijk, 31 mei 1939) is een Belgisch voormalig bedrijfsleider en bestuurder.

## Levensloop
Pol Bamelis promoveerde in 1963 tot doctor in de scheikunde aan de Katholieke Universiteit Leuven. Hij werkte het grootse deel van zijn carrière bij de Duitse chemieconcern Bayer, waarvoor hij in 1965 in Leverkusen aan de slag ging. In 1967 maakte hij de overstap naar Bayer in Antwerpen, in 1986 keerde hij terug naar Leverkusen en van 1991 tot 2001 was hij lid van het directiecomité van Bayer.
In 2002 volgde hij André Leysen als voorzitter van de raad van bestuur van beeldvormingsgroep Agfa-Gevaert op. In 2005 volgde Ludo Verhoeven hem op. Verder bekleedde hij bestuursmandaten bij Bayer, MediGene, PolyTechnos, Actogenics, Evotec, Oleon, Innogenetics, Bekaert, Recticel, Sioen, DevGen en de KU Leuven en was hij voorzitter van CropDesign, EuropaBio en Televic.
In 2013 werd Bamelis voorzitter van de Vlaamse Opera (in opvolging van Paul Cools) en het Koninklijk Ballet van Vlaanderen (in opvolging van Leona Detiège). André Gantman volgde hem in 2017 op.